# Raubach (Oberzent)
Raubach war ein Ortsteil der ehemaligen Gemeinde Rothenberg und ist seit dem 1. Januar 2018 der westlichste Stadtteil von Oberzent im südhessischen Odenwaldkreis.

## Geographie
Der Ort liegt, völlig in ein Waldgebiet eingebettet, im südlichen Odenwald im Geo-Naturpark Bergstraße-Odenwald im Buntsandsteingebiet. Durch den Ort verlaufen keine Hauptverkehrsstraßen.

## Geschichte

### Gründung
Raubach wurde 1749 gegründet als Grafenwitwe Anne Sophie zu Erbach-Fürstenau ein 128 Morgen großes gräfliches Waldstück des Falken-Gesäßer Forstes an sieben besitzlose Untertanen abgab.

### Herrschafts- und Verwaltungsgeschichte
Raubach gehörte zur Grafschaft Erbach-Fürstenau, wo es im Amt Freienstein lag. Mit der Rheinbundakte wurden die Grafen von Erbach zugunsten des Großherzogtums Hessen mediatisiert. Ihnen blieben jedoch ihre überkommenen Rechte und Verpflichtungen in Bezug auf Verwaltung und Rechtsprechung weiter erhalten. Diese Rechte wurden im „standesherrlichen Amt Freienstein“ wahrgenommen. Solche Ämter waren eine Ebene zwischen den Gemeinden und der Landesherrschaft. Die Funktionen von Verwaltung und Rechtsprechung waren hier nicht getrennt.

1822 kam es nach einer Abmachung zwischen dem Staat und der Standesherrschaft zur Eingliederung auch des Amtes Freienstein in die staatliche Struktur. Auch auf unterer Ebene wurden Rechtsprechung und Verwaltung in den Provinzen Starkenburg und Oberhessen getrennt. Für die Verwaltung wurden Landratsbezirke geschaffen, die erstinstanzliche Rechtsprechung Landgerichten übertragen.
 Die Standesherrschaft Erbach einigte sich mit dem Staat 1822, diese Struktur zu übernehmen. Raubach lag so nun im neu eingerichteten Landratsbezirk Erbach.
Bei der nächsten Verwaltungsreform, die 1832 stattfand und die Landratsbezirke durch Kreise ersetzte, blieb der Bereich der Grafschaft Erbach ausgespart. Es hätte erneuter Absprachen zwischen Staat und Standesherrschaft bedurft, was offenbar vermieden werden sollte. In der Grafschaft Erbach blieben so die Landratsbezirke bestehen. Erst die Revolution 1848 beseitigte weitgehend die staatsrechtliche Sonderstellung der Standesherren, ebenso wie die bestehende Verwaltungsstruktur. Raubach kam nun zum Regierungsbezirk Erbach. Der wurde aber schon 1852 in der Reaktionsära wieder aufgelöst. Da der Staat aber durchaus an den in der Revolution gewonnenen Kompetenzen festhielt, die verlorenen Privilegien der Standesherren nicht wiederherstellte, wurde nun auch hier ein Kreis geschaffen, der Kreis Erbach. 1939 wurde er in „Landkreis Erbach“ umbezeichnet, 1972 in „Odenwaldkreis“.
Hessische Gebietsreform (1970–1977)
Am 1. August 1972 wurde Raubach im Zuge der Gebietsreform in Hessen in die Gemeinde Rothenberg eingegliedert, die wiederum am 1. Januar 2018 mit weiteren Gemeinden die Stadt Oberzent bildete. Für die Orte Raubach, Hinterbach und Finkenbach wurde ein gemeinsamer Ortsbezirk mit Ortsbeirat und Ortsvorsteher nach der Hessischen Gemeindeordnung gebildet.  Dieser Ortsbezirk umfasst die Gemarkungen Finkenbach und Raubach.

### Verwaltungsgeschichte im Überblick
Die folgende Liste zeigt die Staaten und Verwaltungseinheiten, denen Raubach  angehört(e):
- vor 1806: Heiliges Römisches Reich, Grafschaft Erbach-Fürstenau, Amt Rothenberg
- ab 1806: Großherzogtum Hessen (Souveränitätslande),[Anm. 2] Fürstentum Oberhessen, Amt Rothenberg (zur Standesherrschaft Erbach gehörig)
- ab 1815: Großherzogtum Hessen[Anm. 3] (Souveränitätslande), Amt Freienstein (zur Standesherrschaft Erbach gehörig)
- ab 1822: Großherzogtum Hessen, Provinz Starkenburg, Landratsbezirk Erbach[Anm. 4]
- ab 1848: Großherzogtum Hessen, Regierungsbezirk Erbach
- ab 1852: Großherzogtum Hessen, Provinz Starkenburg, Kreis Erbach
- ab 1871: Deutsches Reich, Großherzogtum Hessen, Provinz Starkenburg, Kreis Erbach
- ab 1918: Deutsches Reich (Weimarer Republik), Volksstaat Hessen, Provinz Starkenburg, Kreis Erbach
- ab 1938: Deutsches Reich, Volksstaat Hessen, Landkreis Erbach[11][Anm. 5]
- ab 1945: Amerikanische Besatzungszone,[Anm. 6] Groß-Hessen, Regierungsbezirk Darmstadt, Landkreis Erbach
- ab 1946: Amerikanische Besatzungszone, Hessen, Regierungsbezirk Darmstadt, Landkreis Erbach
- ab 1949: Bundesrepublik Deutschland, Hessen, Regierungsbezirk Darmstadt, Landkreis Erbach
- ab 1946: Amerikanische Besatzungszone, Land Hessen, Regierungsbezirk Darmstadt, Landkreis Erbach
- ab 1949: Bundesrepublik Deutschland, Land Hessen, Regierungsbezirk Darmstadt, Landkreis Erbach
- ab 1971: Bundesrepublik Deutschland, Land Hessen, Regierungsbezirk Darmstadt, Landkreis Erbach, Gemeinde Rothenberg[Anm. 7]
- ab 1972: Bundesrepublik Deutschland, Land Hessen, Regierungsbezirk Darmstadt, Odenwaldkreis, Gemeinde Rothenberg
- ab 2018: Bundesrepublik Deutschland, Land Hessen, Regierungsbezirk Darmstadt, Odenwaldkreis, Stadt Oberzent[Anm. 8]

### Justiz
Nach Auflösung der überkommenen Ämter-Struktur 1822 war für Raubach das Landgericht Beerfelden örtlich zuständig. Bei Gründung trug es die Bezeichnung: Großherzoglich Hessisches Gräflich Erbach Erbachisches und Erbach Fürstenauisches Landgericht Beerfelden.
Durch die Verwaltungsreformen von 1832, 1848 und zuletzt 1852 hatten sich nicht nur die Bezeichnungen der Verwaltungsbezirke, sondern auch deren Grenzen geändert. Um das wieder anzugleichen, revidierte das Großherzogtum 1853 in den Provinzen Starkenburg und Oberhessen umfassend die Zuständigkeitsbereiche der Gerichte. In der Folge wurde Raubach dem Landgericht Waldmichelbach zugeordnet. Das aber wurde noch im gleichen Jahr wieder rückgängig gemacht und Raubach blieb beim Landgericht Beerfelden.
Mit dem Gerichtsverfassungsgesetz von 1877 wurden die Bezeichnungen der Gerichte reichsweit vereinheitlicht. Zum 1. Oktober 1879 wurden im Großherzogtum Hessen die Landgerichte aufgehoben und durch Amtsgerichte ersetzt. Die Aufgaben des Landgerichts Beerfelden übernahm nun das Amtsgericht Beerfelden. Zum 1. Juli 1968 wurde dann der Amtsgerichtsbezirk Beerfelden aufgelöst und dem Amtsgericht Michelstadt zugeordnet.

## Bevölkerung

### Einwohnerentwicklung
- 1961: 68 evangelische (= 91,89 %), 6 katholische (= 8,11 %) Einwohner[1]

| Raubach: Einwohnerzahlen von 1829 bis 2020 | Raubach: Einwohnerzahlen von 1829 bis 2020 | Raubach: Einwohnerzahlen von 1829 bis 2020 | Raubach: Einwohnerzahlen von 1829 bis 2020 | Raubach: Einwohnerzahlen von 1829 bis 2020 |
| --- | ------------------------------------------ | ------------------------------------------ | ------------------------------------------ | ------------------------------------------ |
| Jahr |                                            |                                            |                                            | Einwohner                                  |
| 1829 | 1829                                       |                                            | 77                                         | 77                                         |
| 1834 | 1834                                       |                                            | 86                                         | 86                                         |
| 1840 | 1840                                       |                                            | 102                                        | 102                                        |
| 1846 | 1846                                       |                                            | 102                                        | 102                                        |
| 1852 | 1852                                       |                                            | 89                                         | 89                                         |
| 1858 | 1858                                       |                                            | 101                                        | 101                                        |
| 1864 | 1864                                       |                                            | 102                                        | 102                                        |
| 1871 | 1871                                       |                                            | 97                                         | 97                                         |
| 1875 | 1875                                       |                                            | 98                                         | 98                                         |
| 1885 | 1885                                       |                                            | 105                                        | 105                                        |
| 1895 | 1895                                       |                                            | 92                                         | 92                                         |
| 1905 | 1905                                       |                                            | 97                                         | 97                                         |
| 1910 | 1910                                       |                                            | 86                                         | 86                                         |
| 1925 | 1925                                       |                                            | 80                                         | 80                                         |
| 1939 | 1939                                       |                                            | 72                                         | 72                                         |
| 1946 | 1946                                       |                                            | 106                                        | 106                                        |
| 1950 | 1950                                       |                                            | 98                                         | 98                                         |
| 1956 | 1956                                       |                                            | 80                                         | 80                                         |
| 1961 | 1961                                       |                                            | 74                                         | 74                                         |
| 1967 | 1967                                       |                                            | 88                                         | 88                                         |
| 1970 | 1970                                       |                                            | 100                                        | 100                                        |
| 1980 | 1980                                       |                                            | ?                                          | ?                                          |
| 1990 | 1990                                       |                                            | ?                                          | ?                                          |
| 2000 | 2000                                       |                                            | ?                                          | ?                                          |
| 2011 | 2011                                       |                                            | 51                                         | 51                                         |
| 2018 | 2018                                       |                                            | 56                                         | 56                                         |
| 2020 | 2020                                       |                                            | 58                                         | 58                                         |
| Datenquelle: Historisches Gemeindeverzeichnis für Hessen: Die Bevölkerung der Gemeinden 1834 bis 1967. Wiesbaden: Hessisches Statistisches Landesamt, 1968. Weitere Quellen: LAGIS; Zensus 2011 |                                            |                                            |                                            |                                            |

### Einwohnerstruktur 2011
Nach den Erhebungen des Zensus 2011 lebten am Stichtag dem 9. Mai 2011 in Raubach 51 Einwohner. Darunter waren keine Ausländer.
Nach dem Lebensalter waren 3 Einwohner unter 18 Jahren, 24 zwischen 18 und 49, 9 zwischen 50 und 64 und 12 Einwohner waren älter.
Die Einwohner lebten in 21 Haushalten. Davon waren 3 Singlehaushalte, 6 Paare ohne Kinder und 6 Paare mit Kindern, sowie 3 Alleinerziehende und 3 Wohngemeinschaften. In 6 Haushalten lebten ausschließlich Senioren und in 15 Haushaltungen lebten keine Senioren.

## Kultur und Sehenswürdigkeiten
Vier Objekte sind als Kulturdenkmal des Ortes ausgewiesen, darunter das Forsthaus Saubuche:

## Persönlichkeiten
- Jakob Ihrig (1866–1941), Odenwälder Original, bekannt als Raubacher Jockel